# 遮弩
遮弩（7世纪？—712年），突骑施汗国贵族，汗国创立者乌质勒次子，娑葛之弟。
武则天圣历二年（699年），乌质勒在位时，受父命奉使武周。唐中宗神龙二年（706年），乌质勒死，娑葛继立，与他分地而治，附唐后，唐朝赐名突骑施守节。景云二年（711年），唐朝下诏北伐后突厥，遮弩与娑葛一起为前军，受金山道行军大总管吕休璟节度调遣。太极元年（712年），军队未发，突厥阙特勤率兵抵达，拒战兵败，与兄娑葛一同被杀。另有记载说他景龙三年（709年），怨自己所得部众少于娑葛，于是投靠后突厥，作为默啜响导，率兵二万攻擒娑葛。默啜对他说：“汝於兄弟尚不和，岂能尽心於我”，将其一起处死。